# Simulador de baterías

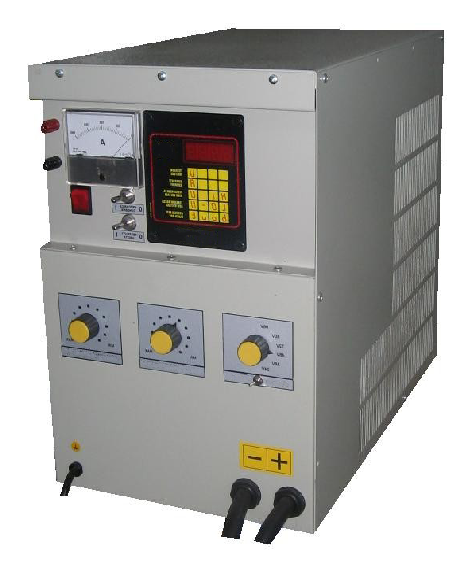
Simulador de baterías

El simulador de baterías es un dispositivo electrónico sencillo y flexible, diseñado para probar cargadores de baterías de cualquier tensión y potencia de forma rápida y sencilla. Simulando el comportamiento de una batería durante el proceso de carga.

## Historia
El simulador de baterías tiene una misión clara: comprobar que el cargador de baterías funciona adecuadamente para que la carga de la batería sea efectiva. El adecuado mantenimiento de las baterías ayuda a optimizar su ciclo de vida, siendo el cargador el equipo encargado de realizar la recarga de la batería hasta recuperar completamente la energía extraída. Por lo que verificar que la operación de carga se realiza adecuadamente conlleva que la batería se cargue más rápido y que tarde más tiempo en descargarse
Como la verificación del correcto funcionamiento del cargador ha sido un problema constante para los servicios técnicos y equipos de mantenimiento de estos equipos; nace el simulador de baterías para dar respuesta a esa necesidad. El simulador de baterías elimina la necesidad de conectar una batería al cargador para poder probarlo y permite conocer el estado de la batería para realizar un mejor mantenimiento y las reparaciones necesarias, optimizando la capacidad diaria y la vida útil de la batería.

## Usos
La versatilidad del equipo queda patente en los usos del mismo:
- probar cargadores de baterías (de corriente o tensión de cualquier tipo) eliminando la necesidad de conectar una batería al cargador para poder probarlo; simula el comportamiento de una batería durante el proceso de carga y permite al técnico la posibilidad de realizar pruebas completas de forma rápida, segura y precisa de cualquier cargador.

- descargar baterías (mayores de 24V)
- otras utilidades (determinar la capacidad de la batería o identificar las baterías defectuosas o células en conjuntos de baterías).